# Kostel Nalezení svatého Kříže (Robousy)
Kostel Nalezení svatého Kříže (též uváděn jako kostel svatého Kříže) leží v Královéhradeckém kraji v obci Robousy, části obce Jičín. Původně gotický kostel z konce 14. století byl do roku 1679 zasvěcen sv. Petrovi. Po četných přestavbách je dnes ve stylu historismu.
Byl prohlášen kulturní památkou, památkově chráněn je od 3. května 1958.

## Historie
Kostel byl původně gotický z konce 14. století a do roku 1679 byl zasvěcen sv. Petrovi. Ve 2. polovině 17. století (od roku 1691) byl přestavěn ve stylu raného baroka. V letech 1840–1841 došlo k jeho poslední velké úpravě; byl prodloužen a na místě původní dřevěné zvonice byla přistavěna věž dle návrhu Josefa Oppolzera. K další rekonstrukci se přistoupilo v roce 1896.
Bývalý farní kostel je dnes filiálním, patří Římskokatolické farnosti Jičín, Vikariátu Jičín, Diecézi královéhradecké.

## Popis
Kostel tvoří dominantu obce, leží uprostřed hřbitova na návrší na jejím východním okraji. Jedná se o obdélnou jednolodní stavbu s půlkruhově uzavřeným presbytářem s valenou klenbou. Sakristie je pravoúhlá. V západním průčelí je situována hranolová věž. Jižní portál je lomený, pravděpodobně gotický. Loď je plochostropá.

## Interiér
Vnitřní zařízení je barokní. Hlavní oltář je rámový, pochází z roku 1704; byl proveden mistrem J. Bzeneckým ze Soběrazi. Obraz Zkoušení sv. Kříže nese na rubu signaturu „Pinx. Antonii Czeptka A. 1707 21 9bris“; byl renovován v roce 1891. Na bočních barokních oltářích z období kolem roku 1720 jsou umístěny moderní obrazy. Kazatelna je taktéž dílem mistra J. Bzeneckého ze Soběrazi. Křížovou cestu vytvořil roku 1859 autor J. Mádl. Varhany jsou barokní. Lavice pocházejí z roku 1773.

## Okolí kostela
Kostel obklopuje hřbitov s ohradní zdí, kterou vedou dvě branky. Do východní části zdi je vsazeno sousoší Kalvárie z roku 1701 od autora J. Čapka.

## Galerie

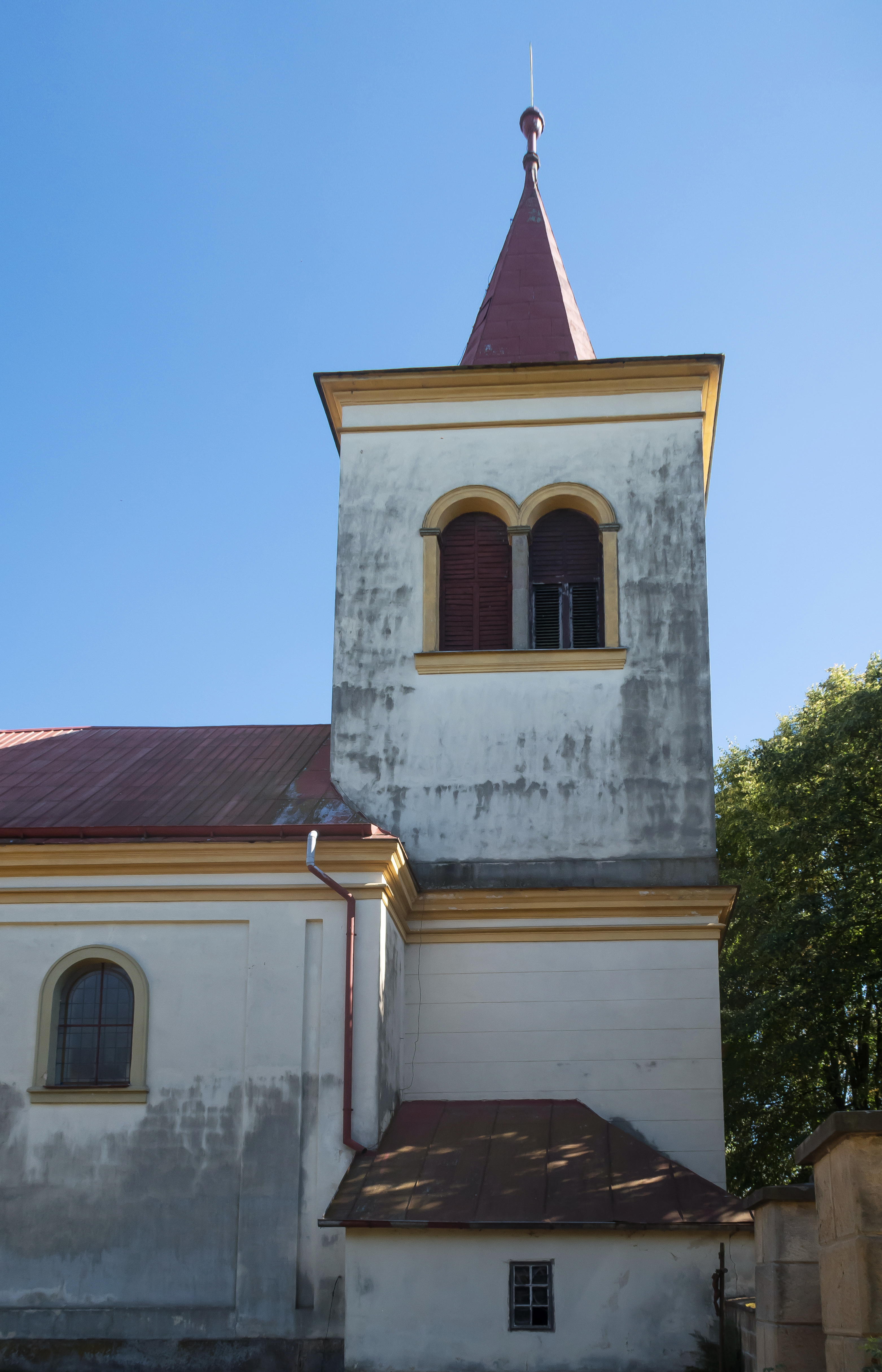
Detail kostela, zvonice, 6. srpna 2018
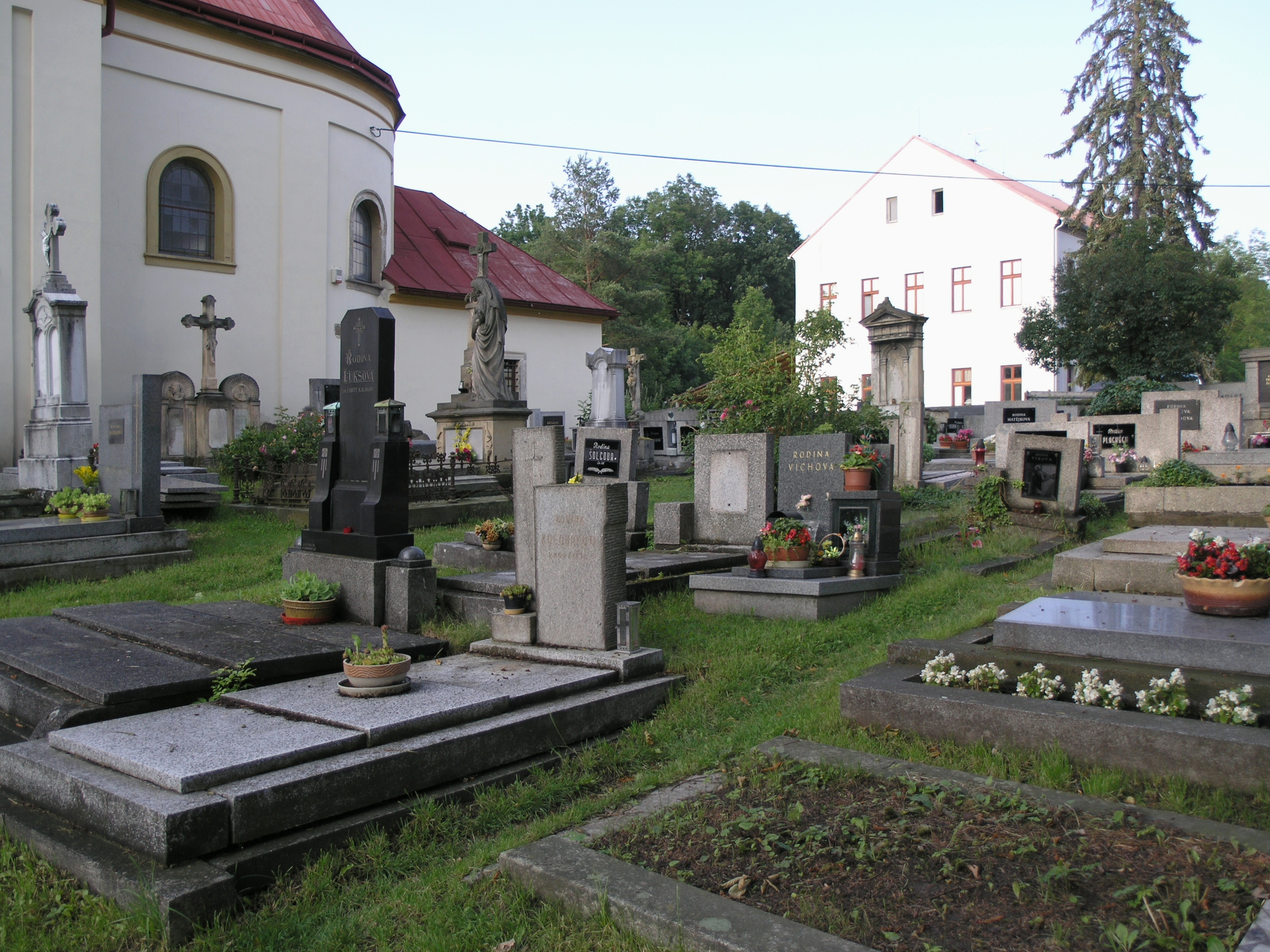
Část hřbitova v okolí kostela, 23. června 2009